# Силвестер (Западна Вирџинија)
Силвестер (енгл. Sylvester) град је у америчкој савезној држави Западна Вирџинија.

## Демографија
По попису из 2010. године број становника је 160, што је 35 (-17,9%) становника мање него 2000. године.
| Група             | 2000.       | 2010.       |
| Белци             | 191 (97,9%) | 158 (98,8%) |
| Афроамериканци    | 2 (1,0%)    | 0 (0,0%)    |
| Азијати           | 0 (0,0%)    | 0 (0,0%)    |
| Хиспаноамериканци | 1 (0,5%)    | 0 (0,0%)    |
| Укупно            | 195         | 160         |